# Superboy (Kal-El)
Superboy, alter ego di Kal-El, è un personaggio dei fumetti statunitensi pubblicati da DC Comics. Creato da Jerry Siegel e Don Cameron sulla base del personaggio di Superman che Siegel aveva creato insieme a Joe Shuster, è esordito nella serie More Fun Comics (n. 101) nel 1945. Il personaggio è la versione da giovane di Superman, protagonista di storie ambientate nel suo passato durante il periodo in cui viveva nella casa dei genitori adottivi a Smallville; arrivò dall'ormai distrutto pianeta Krypton, dove nacque sotto il nome di Kal-El, i suoi autori erano ambedue ebrei e lo chiamarono così perché il significato del nome tradotto dall'ebraico è: "Tutto ciò che Dio è", e visse sulla Terra sotto l'identità segreta di Clark Kent. Il personaggio è esordito nel 1944, e da allora è stata sviluppata una trama relativa al periodo giovanile di Superman con relativo cast di comprimari, prima che la DC decidesse, negli anni ottanta, di rimuoverlo dalla continuity di Superman; tuttavia nel 2009 venne ristabilita parzialmente la versione nella quale Clark Kent, da giovane, era stato Superboy. Il personaggio ha avuto varie trasposizioni televisive. Esistono oltre a questa altre versioni del personaggio che differiscono per il diverso personaggio di cui è alter ego come Kon-El, Superboy-Prime e Jonathan Samuel Kent.

## Storia editoriale

### Genesi del personaggio
Il primo abbozzo del personaggio fu realizzato da Jerry Siegel nel novembre 1938 ma l'idea venne scartata dall'editore che ne rigettò nuovamente l'idea due anni più tardi. Ma quando l'idea dei supereroi adolescenti si dimostrò vincente grazie a Robin e ad altri simili, l'editore cambiò idea e nel 1944 fece esordire il personaggio, nello sforzo di espandere il franchise di Superman presentandone una nuova versione in cui i giovani lettori si potessero immedesimare. Il personaggio esordì nel 1944 in More Fun Comics n. 101. Anche se Joe Shuster ne realizzò le illustrazioni, le storie di Superboy vennero pubblicate senza il consenso di Jerry Siegel, che era in servizio militare durante la seconda guerra mondiale e questo peggiorò ulteriormente i contrasti fra Siegel, Shuster e la casa editrice. Dopo appena soli sette numeri su More Fun Comics, le storie di Superboy furono trasferite su Adventure Comics, dove esordì nel n. 103 (1946) comparendo sulla copertina. In un periodo in cui la popolarità dei supereroi era genericamente in declino, le avventure di Superboy divennero estremamente popolari. Tre anni dopo Superboy divenne il sesto personaggio della DC ad avere una sua serie a fumetti, Superboy, che esordì nel 1949 e divenendo il primo fumetto di supereroi di successo dalla conclusione della seconda guerra mondiale. Nella prima storia vennero rinarrate anche le origini del personaggio e, per la prima volta, venne anche mostrato suo padre, Jor-El, e come fosse l'unico a conoscenza dei poteri che il figlio avrebbe avuto sulla Terra e che su Krypton non aveva; inoltre, anni dopo il suo arrivo sulla Terra, Clark Kent salvò un uomo intrappolato sotto una macchina e poi decise di diventare un supereroe in costume, Superboy; in questa storia il personaggio sembra essere un bambino di circa otto anni mentre nella sua prima storia su Adventure Comics celebrò il suo decimo compleanno.
Nei primi anni il personaggio rimase un ragazzo e poi crebbe gradualmente, tuttavia - nel periodo in cui fu pubblicato Superboy n. 1 - il giovane eroe fu solitamente raffigurato come un ragazzo agli inizi dell'adolescenza. Presentato come "Le avventure di Superman quando era un ragazzo", le storie di Superboy - sia su Adventure Comics che su Superboy - lo trattarono essenzialmente come una versione più giovane di Superman. Infatti indossava lo stesso costume di Superman e il suo alter ego, Clark Kent, i tipici occhiali come maschera per la sua identità umana. Anche i poteri erano identici a quelli di Superman, inclusi la forza, la velocità, la vista e di l'udito potenziati oltre alla capacità di volare e l'invulnerabilità.
Anche se erano chiaramente delle storie di supereroi, le prime storie del personaggio avevano caratteristiche comuni con i fumetti non-supereroistici dei tardi anni quaranta. Per esempio, le tre storie pubblicate in Superboy n. 1 avevano elementi di romanticismo adolescenziale, delinquenza giovanile e umorismo da ragazzini. Con le parole di Robert Greenberger, "No costumed super-villains plagued Smallville" (Nessun supercriminale in costume compare a Smalville).
Non solo le prime storie di Superboy sono prive di supercriminali, ma lo stesso Superboy è essenzialmente legato alla Terra e alla storia presente almeno fini al 1949 quando fece un viaggio sulla Luna dove intercettò una cometa nello spazio aperto, e ritornò indietro nel tempo fino alla Guerra d'indipendenza americana.

### Miti e personaggi di supporto
Dopo l'esordio la caratterizzazione del personaggio, dell'ambientazione e dei comprimari si approfondì: la cittadina venne indicata come Smallville anche se l'ubicazione non fu mai specificata esattamente se non che fosse vicino a Metropolis.
I genitori adottivi, noti precedentemente come Mr. e Mrs. Kent nelle loro rare apparizioni, vengono indicati come Jonathan e Martha iniziando a comparire più frequentemente nelle storie, comparendo anche su una copertina.
Nel 1950, in Superboy n. 8, esordì "Superbaby", un personaggio che espanse il concetto di "Junior Superman" a quello di un bambino super potente. Le storie di Superbaby sono ambientate poco dopo che i Kent adottarono Clark. Lana Lang, un personaggio che sarebbe diventata un interesse romantico sia per Superboy che per l'adulto Superman, esordì in Superboy n. 10 (1950). Al suo debutto ci fu anche il suo primo tentativo di scoprire l'identità segreta.
In Adventure Comics n. 210 (1955), Superboy acquisì un super cane, Krypto, il primo ed unico altro sopravvissuto di Krypton da lui incontrato. Anche se Superboy interagiva spesso con la polizia di Smallville, il Capo Douglas Parker, che comparve per la prima volta in Adventure Comics n. 225 (1956), fu il primo ufficiale a diventare un personaggio di supporto regolare.
Pete Ross comparve per la prima volta in Superboy n. 86 (1961) e divenne subito il migliore amico di Clark - e appena quattro numeri dopo, il guardiano della sua identità segreta. Bash Bashford, bullo e nemico di Clark, divenne l'ultima grande aggiunta al cast di supporto con il suo debutto in Superboy n. 157 (1969).
Poco prima, i fumetti di Superboy divennero una piattaforma per retrodatare i primi incontri tra Superman e i membri del suo cast di supporto, spesso contraddicendo le precedenti continuità già stabilite. Così, Superboy incontrò Perry White in una storia del 1947 (Adventure Comics n. 120), e l'anno seguente, incontrò Lois Lane (Adventure Comics n. 128); anni dopo l'adulto Clark Kent incontrò gli stessi personaggi come membri dello staff del quotidiano di Metropolis noto ai fan come il Daily Planet nei fumetti di Superman. In un modo simile, Kal-El incontrò anche Jimmy Olsen (Adventure Comics n. 216; 1955) quando era ancora Superboy, così come incontrò un Jimmy Olsen adolescente viaggiatore temporale (Superboy n. 55; 1957).
Anche il primo incontro di Superman con un numero di compagni supereroi fu retrodatato nella sua adolescenza. Così, Superboy incontrò Bruce Wayne in World's Finest Comics n. 84 (1956) e in tre occasioni successive; Clark divenne amico con il suo concittadino di Smallville Oliver Queen (Freccia Verde) in Adventure Comics n. 258 (1959); e Superboy si alleo con Aquaboy (Aquaman) per combattere alcuni inquinatori in Superboy n. 171 (1971).

### Legione dei Supereroi
A differenza della sua versione da adulto, Superboy abita in un mondo privo di altri supereroi; si incontra occasionalmente con supereroi proveniente da altri mondi, come "Mars Boy", sia attraverso le sue visite nei loro mondi sia con le loro visite sulla Terra. Kal-El si incontrò anche con alcuni eroi adolescenti del futuro come Robin e Supergirl ma più che altro sentiva la mancanza di altri coetanei supereroi con cui poter interagire regolarmente. Nel 1958, nella storia "The Legion of Super-Heroes" in Adventure Comics n. 247 esordirono tre supereroi adolescenti provenienti dal futuro, il XXX secolo, che proposero a Superboy l'adesione alla loro squadra, la Legione dei Supereroi. Inizialmente pensata come una storia autoconclusiva, poi invece i tre ragazzi ritornarono nel corso degli anni successivi comparendo periodicamente nelle storie di Superboy, Superman e Supergirl (che si unì alla Legione). Il successo dell'idea portà a dedicare una serie alla Legione pubblicata da Adventure Comics dal n. 300 (1962), in cui Superboy sporadicamente compariva come membro della squadra. La popolarità della Legione dei Supereroi presto rivaleggiò con quella dello stesso Superboy. Nove numeri dopo il loro debutto, la Legione sostituì Superboy come fumetto principale in Adventure Comics, e presto le storie originali di Superboy sparirono dalla collana; l'ultima storia consecutiva originale di Superboy in Adventure Comics n. 315 (1963) terminò una successione di 213 storie del personaggio nella serie. Superboy riprese a comparire in quasi ogni storia della Legione a partire da Adventure Comics n. 380 (1969); nel numero successivo la Legione fu rimpiazzata da Supergirl, mentre la Legione (solitamente senza Superboy) prese il posto di Supergirl su Action Comics. Nel 1971, la Legione venne pubblicata in appendice su Superboy e presto le storie della Legione divennero più popolari di quelle di Superboy. Cominciando con Superboy n. 197 (1973), il logo della copertina fu cambiato in Superboy starring the Legion of Super-Heroes, e la Legione, Superboy incluso, prese il ruolo di protagonista della serie.
Il titolo della serie rimase Superboy fino al n. 230 (1977), dopo di che la serie divenne Superboy and the Legion of Super-Heroes dal n. 231 al n. 258. Con Legion of Super-Heroes (vol. 2) n. 259 (1980), un numero in cui Superboy abbandonò la Legione, anche il nome di Superboy fu rimosso dal titolo. Anche se compariva di quando in quando nella serie che una volta portava il suo nome, la serie rimase un fumetto sulla Legione fino al suo ultimo numero, n. 354 (1987).
Nella serie Superboy (vol. 1) dagli anni settanta la Legione divenne preponderante rispetto al protagonista ufficiale tanto che nel 1976, la testata divenne "Superboy and the Legion of Super-Heroes" fino alla chiusura nel 1979 sostituita da Legion of Super-Heroes (vol. 2). Il personaggio lasciò la Legione e la serie per fare solo apparizioni sporadiche si Adventure Comics (per i n. da 453 a 458, 1977-1978), per poi essere pubblicato su The Superman Family, comparendo nei numeri da 191 a 198 (1978-1979). Nel 1980 esordì una seconda serie dedicata a personaggio, The New Adventures of Superboy (vol. 1) che coincise con l'allontanamento di Superboy dalla Legione in The Legion of Super-Heroes n. 259, così come nell'auto conclusivo Superboy Spectacular n. 1.
Come il debutto di Superboy in Adventure Comics mostrò Clark mentre festeggiava il suo decimo compleanno, nel primo numero della nuova serie presentò Clark celebra il suo sedicesimo compleanno e in un flashback si rivede il primo giorno da Superboy, all'età di otto anni. Nei numeri successivi della serie vennero continuate le tematiche delle serie precedenti; per esempio, Superboy incontrò per la prima volta il giovane Hal Jordan/Lanterna Verde, la sua controparte di Terra-Due, Clark Kent/Kal-L da adolescente, e Toby Manning/Terra-Man da ragazzo, nel vecchio West. Nella storia "Il Diario Segreto di Superboy", la nuova serie esplorò i primi due anni di Clark come Superboy. Un'altra pietra miliare fu l'introduzione di Lisa Davis, una ragazza innamorata di Clark Kent senza nessun'idea di chi fosse in realtà; i due comparvero come coppia fino alla fine della serie. The New Adventures of Superboy chiuse nel 1984.
La vita di Superboy al college e la morte dei suoi genitori adottivi, fu narrata in "Superman: The In-Between Years" dei primi anni ottanta alla quale seguì una miniserie del 1985 chiamata Superman: The Secret Years che esaminò i primi anni di Superboy, e di come cominciò a farsi chiamare Superman.
Dopo la Crisi sulle Terre infinite (1985-1986), Man of Steel (1986) modificò la storia precedente di Superman, così che nel suo passato egli non fu mai Superboy, e non indossò mai il suo costume finché non terminò il college. A causa dell'importanza di Superboy nella storia della Legione dei Supereroi, la storia del 1987 Il più grande eroe di tutti rivelò che il Superboy della Legione arrivava da un "universo in miniatura" creato per la Legione da Time Trapper invece che dall'Universo DC.
Solo un anno dopo la "morte" di Superboy nei fumetti, ebbe inizio la serie televisiva Superboy e i suoi quattro anni di programmazione. Nel tardo 1989, la DC Comics cominciò a pubblicare un nuovo fumetto dedicato al personaggio dal titolo Superboy, basato sulla serie televisiva. Come nella serie TV, nel fumetto Clark Kent è al college, dove frequenta la Shuster University della Florida. La nuova serie dedicata a Superboy durò 22 numeri e uno speciale, cessando la pubblicazione nel 1992, proprio intorno al periodo in cui chiuse anche la serie televisiva.

### Nuova versione delle origini:Superman, Secret Origins
Più recentemente, a partire dalla conclusione della miniserie Crisi infinita del 2006, le origini di Superman vennero nuovamente modificate e molti elementi della storia di Superboy furono reinseriti nella sua biografia. Con la miniserie Superman: Secret Origins (2009-2010), vengono messi in risalto numerosi dettagli della nuova storia di Kal-El. L'autore Geoff Johns descrisse così la storia: "Va dall'adolescenza di Clark, attraverso la sua prima avventura con la Legione dei Supereroi, fino al suo arrivo a Metropolis come Superman. Abbiamo anche incluso le prime tre copertine con l'intervista e potrete vedere che anche una grande parte della storia di Clark Kent venne reintrodotta - in una parola, Superboy. Ma con qualcosa di diverso".
Il primo numero della miniserie descrive un Clark adolescente che accetta la scoperta delle sue origini aliene; nel secondo, Clark salva una persona e compie altre gesta da supereroe mantenendo segrete le sue attività, dando origine al mito di un "super-ragazzo" che opera nei dintorni di Smallville; si unì anche alla Legione dei Supereroi sotto il nome di Superboy. Poi - sempre nello stesso numero - Clark incontrò Krypto, un cane giunto sulla Terra da Kripton. Clark non si fece vedere in pubblico come supereroe finché non crebbe e si trasferì a Metropolis. Superboy comparve regolarmente in Adventure Comics dal n. 12 (agosto 2010, n. 515), come membro della Legione.

## Ambientazione temporale
L'alleanza tra Superboy e Aquaboy fu anche la prima storia ad avere luogo in una "linea temporale slittante", in quanto le storie di Superboy erano sempre ambientate quindici anni indietro rispetto all'anno corrente, anche se nelle prime storie tale periodo non era ancora del tutto definito e alcune furono anche ambientate nell'anno di pubblicazione (per esempio, in una storia del 1952, Lana Lang partecipò ad una di bellezza, "Miss Smallville 1952").
Alla fine degli anni cinquanta, il curatore editoriale dei fumetti di Superman, Mort Weisinger, decise di dare a tutte le storie di Superboy un'ambientazione molto vicina alle atmosfere degli anni trenta, in coerenza con l'esordio di Superman, avvenuto nel 1938. Nel 1970 si decise di aggiornare il personaggio ambientandone le storie quindici anni prima di Superman e quindi, le storie degli anni settanta di Superboy furono ambientate negli anni cinquanta. Con l'esordio nel 1980 di una nuova serie dedicata al personaggio, l'ambientazione venne traslata al periodo fra la fine degli anni sessanta e primi anni settanta. Questo spiegò anche l'invecchiamento di Superman all'interno dei suoi fumetti.

## Avversari
Nel 1953, sotto la cura di Mort Weisinger, responsabile delle testate Superboy e Adventure Comics, venne ideato un gruppo si avversari regolari, alcuni dei quali esordirono proprio nella serie Superboy, e avrebbero poi continuato anche in quelle dedicate a Superman. Superboy incontrò prima un altro sopravvissuto di Krypton, Klax-Ar, un criminale che affermava di essere il responsabile della distruzione del loro pianeta, in Superboy n. 67 (1958). Un anno dopo, sia la Zona Fantasma che il suo occupante più malvagio, il Generale Zod, fecero la loro prima comparsa in Adventure Comics n. 283 (1959), in una storia che vide Superboy rimanere intrappolato nella Zona Fantasma dopo che alcune armi kryptoniane giunsero sulla Terra. Zod e altri criminali della Zona Fantasma sarebbero divenuti avversari ricorrenti di Superboy oltre che di Superman. Il primo Bizzarro, in Superboy n. 68 (1958), fu una copia imperfetta di Superboy; comparve in una storia che utilizzò il tema del mostro di Frankenstein. Il Ragazzo di Kryptonite e il suo cane, alieni in grado di proiettare le radiazioni di kryptonite verde, cominciarono a tormentare Superboy e Krypto nel 1960 (Superboy n. 83). Poco dopo si scontrò con gli alieni della Squadra di Vendetta su Superboy, da Superboy n. 94 (1961); due mesi dopo, la Squadra cominciò a vedersi anche nelle storie di Superman.
Anche alcuni dei tipici avversari di Superman comparvero nelle storie di Superboy come Mister Mxyzptlk, il magico folletto dalla quinta dimensione, che esordì contro il personaggio in Superboy n. 78 (1960); ma l'esempio più famoso è il giovane Lex Luthor; in una storia di Adventure Comics n. 271 (1960), Lex viene presentato come un brillante giovane di Smallville, amico di Superboy finché Lex non lo incolpò di un incendio che distrusse un esperimento e causò la perdita dei suoi capelli. Anche il primo incontro di Superman con la sua nemesi mineraria, la kryptonite, fu anticipato alla sua fanciullezza; la prima storia di Superboy con la kryptonite, in Adventure Comics n. 171 (1951), fu successiva di tre anni della prima storia di Superman con la kryptonite - ed era utilizzata nello show radiofonico di Superman da otto anni; cinque anni dopo, in un flashback di Superbaby in Adventure Comics n. 231 (1956), venne rinarrata la storia del primo incontro di Clark con la Kryptonite; la kryptonite verde, il tipo in grado di uccidere Superman, comparve originariamente nelle storie di Superman, quella rossa, i cui effetti su Superman sono imprevedibili, esordì nelle storie di Superboy in Adventure Comics n. 252 (1958).

## Autori e disegnatori
Il co-creatore di Superboy/Superman Joe Shuster ebbe la responsabilità iniziale delle illustrazioni per i primi anni di pubblicazioni del fumetto di Superboy. Lo stesso Shuster disegnò ne scrisse la storia, e sia lui che vari artisti del suo studio ne scrissero e ne illustrarono ogni storia fino al 1947. Le illustrazioni si adattarono alle storie scritte in grandissima parte da Don Cameron, l'autore della prima storia di Superboy in More Fun Comics n. 101.
Uno degli artisti dello studio di Shuster, John Sikela, cominciò ad illustrare le storie di Superboy nel tardo 1946, e nel 1949, quando debuttò Superboy n. 1, Sikela divenne l'artista principale della DC per le storie di Superboy, e ne rimase l'artista principale fino al pensionamento nel 1958. Un collaboratore frequente fu l'amico ed ex allievo di Shuster, Ed Dobrotka. Curt Swan, che avrebbe poi dominato le illustrazioni di Superman per quasi 30 anni, disegnò prima una storia di Superboy in Superboy n. 5 (1949) e avrebbe continuato ad illustrarne le storie, di quando in quando, per vent'anni. Anche l'artista principale di Superman negli anni cinquanta, Wayne Boring, contribuì al fumetto di Superboy.
Cameron fu lo scrittore principale di Superboy per i primi anni dopo il debutto del personaggio. Uno dei primi scrittori aggiuntivi del fumetto fu il co-creatore di Superboy/Superman Jerry Siegel, che scrisse la prima storia per Superboy nel 1947 e avrebbe continuato a contribuire al fumetto fino agli anni sessanta. Altri scrittori degni di nota inclusero lo scrittore di fantascienza Edmond Hamilton e il co-creatore di Batman Bill Finger. Finger lasciò un'impressione permanente sul mito di Superboy quando, nel corso di appena pochi mesi, introdusse ai lettori Superbaby e Lana Lang, nelle storie illustrate rispettivamente da Curt Swan e John Sikela.
La guida editoriale delle prime storie di Superboy fu fornita da Jack Schiff, uno dei maggiori editori della DC Comics nei primi anni, e continuò a pubblicare Superboy fino al 1953, quando Mort Weisinger prese il sopravvento su Superboy e Adventure Comics. Weisinger avrebbe poi pubblicato l'intera serie di Superman. Nel corso dei pochi anni successivi, Weisinger mise altri scrittori ed artisti al lavoro su Superboy. Probabilmente le aggiunte più significative furono Otto Binder, scrittore della ex Fawcett Comics e della Famiglia Marvel, che cominciò a scrivere le storie di Superboy nel 1954, e l'artista Al Plastino, che ne illustrò le storie a cominciare dal 1957. Insieme, i due scrissero la storia "The Legion of Super-Heroes" in Adventure Comics n. 247 (1958), probabilmente dando nascita allo spinoff di maggior successo dai fumetti della Superman Family. Tre anni prima, Binder introdusse Krypto in una storia illustrata da Curt Swan.
Quando John Sikela andò in pensione nel 1958, George Papp divenne l'artista principale. Il co-creatore di Freccia Verde (con Weisinger), una delle storie di Papp, vide Superboy incontrare il giovane Oliver Queen. Anche se Otto Binder si occupò della maggior parte delle storie di Superboy, anche altri scrittori contribuirono a Superboy durante gli anni di Weisinger, inclusi E. Nelson Brindwell, che lavorò anche per la rivista statunitense Mad Magazine che creò numerosi personaggi della DC, come gli Inferior Five, e Leo Dorfman.
Nel 1968, l'editore della DC di lunga data Murray Boltinoff divenne l'editore capo di Superboy dopo Weisinger cominciando dal n. 149 (all'epoca, su Adventure Comics non venivano più pubblicate le storie di Superboy). Le storie pubblicate sotto la sua guida editoriale spesso inclusero crediti, rendendo gli scrittori e gli artisti facilmente rintracciabili. Frank Robbins, meglio noto per il suo lavoro (sia di artista che di scrittore) su Batman, cominciò a scrivere le storie per le strisce di Superboy con il debutto di Boltinoff come editore, e ne rimase lo scrittore principale per tre anni. L'illustratore Bob Brown cominciò nel numero seguente, e continuò ad illustrare il fumetto fino all'ultimo numero, n. 197. Le illustrazioni di Brown furono colorate da una varietà di artisti, più in particolare Murphy Anderson dal 1970 al 1973, che fu simultaneamente l'inchiostratore della serie di Superman, le cui illustrazioni erano di Curt Swan. Dopo che Robbins se ne andò, Leo Dorfman ritornò come scrittore su Superboy, con occasionali storie di Bridwell e, verso la fine, di Cary Bates, poi divenuto famoso per le sue storie di Superman. Boltinoff fu colui che decise di spostare le storie di rinforzo della Legione da Action Comics a Superboy nel 1971, e poi di inserire le storie della Legione in un fumetto a lei dedicato.
Quando debuttò The New Adventures of Superboy nel 1979 sotto la guida dell'editore di Superman Julius Schwartz, Kurt Schaffenberg, famoso forse per le sue storie su Lois Lane, ne divenne il disegnatore principale, e contribuì alle sue illustrazioni per tutto il corso della serie. Cary Bates ritornò a Superboy come lo scrittore principale della serie per i primi tre anni, con il prolifico scrittore della DC Paul Kupperberg, diventando lo scrittore capo per l'ultimo parte della serie. Anche Bridwell e Bob Rozakis contribuirono alla serie. In più, Rozakis scrisse degli anni che Superboy passò al college nella serie di rinforzo di Superman "Superman: The In-Between Years" nei primi anni ottanta, con illustrazioni di Schaffenberg; e la miniserie Superman: The Secret Years tra il 1984 e il 1985, di cui Curt Swan fornì le illustrazioni e Schaffenberg i colori.
Lo scrittore principale del fumetto basato sulla serie televisiva di Superboy fu John Francis Moore, che scrisse anche numerosi episodi della serie. Anche numerosi altri scrittori, Kupperberg incluso, contribuirono. L'esperto artista Jim Mooney (noto per il suo lavoro su Supergirl e Spiderman) e Curt Swan si divisero la scrittura delle storie per la maggior parte della serie. L'artista canadese Ty Templeton fornì la maggior parte delle illustrazioni.

## Biografia del personaggio
La storia di Superboy fu ripetutamente modificata nei quarant'anni tra l'esordio di Superboy nel 1945 e Crisi sulle Terre infinite. Il capitolo finale nella storia del Superboy pre-Crisi, la storia di come Superboy divenne Superman, venne riscritta nella miniserie Superman: The Secret Years nello stesso periodo in cui il primo numero di Crisi fu messo in vendita. La sinossi di seguito somma la biografia di Superboy come fu dopo la conclusione della miniserie.

### Kal-El arriva sulla Terra
Superboy (Kal-El) è un nativo del pianeta Krypton, figlio di Jor-El, il più grande scienziato e inventore del pianeta, e di sua moglie Lara Lon-Van. Scoprendo le prove dell'imminente distruzione di Krypton, Jor-El non riuscì a convincere il Consiglio Scientifico a prendere delle contromisure, così sperimentò dei test su dei razzi in miniatura al fine da salvare la sua famiglia. I suoi test si conclusero con dei successi discreti. In uno di questi esperimenti, il cane di Kal-El, Krypto, venne perduto quando il razzo test che lo conteneva fu mandato fuori rotta da una meteora.
Con l'avvicinamento della distruzione di Krypto, Jor-El non fece in tempo a costruire un razzo sufficientemente grande da contenere la sua intera famiglia. Quando il pianeta cominciò a spaccarsi sotto di loro, Jor-El e Lara misero il loro figlio di due anni nel modellino di un razzo, e lo lanciarono pochi minuti prima che Krypton esplodesse, inviando Kal-El sul pianeta Terra. Trovato da Jonathan e Martha Kent, un'anziana coppia senza figli, il bambino fu lasciato anonimamente in un orfanotrofio di Smallville. Alcuni giorni dopo, i Kents riuscirono ad adottare il piccolo. Lo chiamarono Clark Kent, utilizzando il nome da nubile di Martha come prenome.
Come descritto nelle storie pubblicate in Superbaby per un arco di circa 30 anni, i Kent attraversarono grandi problemi nella crescita del bambino, in quanto il piccolo Clark ottenne i suoi primi accenni di super poteri non appena giunse sulla Terra. Sei anni prima che Clark divenisse Superboy, i Kent ebbero l'arduo compito di insegnare a Clark di controllare i suoi poteri. Questo si dimostrò particolarmente difficile poiché "Superbaby" utilizzava i suoi poteri durante i capricci tipici di tutti i bambini, capricci che lo portarono intorno al mondo, nello spazio e addirittura nel passato. Attraverso la paziente guida dei suoi genitori adottivi e una grande quantità di fortuna, Clark mantenne segreta la sua identità e riuscì a controllare i suoi poteri. Quando Clark crebbe, Jonathan e Martha lo istruirono ulteriormente sull'utilizzo comune dei suoi poteri, al fine del beneficio di tutti e non per i suoi scopi personali o per ricavarne del guadagno.
I Kent passarono i primi anni con Clark alla fattoria di famiglia. Pochi anni dopo l'adozione del piccolo, i Kent vendettero la fattoria e si trasferirono a Smallville. Utilizzando i soldi ricavati dalla vendita, aprirono un piccolo supermercato, un business di famiglia in cui anche Clark contribuì una volta cresciuto. I Kent vivevano al 321 di Maple Drive, e Clark frequentò la scuola con i suoi coetanei, inclusa la sua vicina di casa, Lana Lang. Al fine di oscurare ulteriormente la sua identità, Clark adottò un temperamento mite e pieno di buone maniere e indossò un paio di vecchi occhiali da vista.

### Clark diventa Superboy
Il suo ottavo compleanno, Clark indossò un costume indistruttibile confezionato da Martha dalla coperta kryptoniana che lo accompagnò nel suo viaggio verso la Terra. Divenne il supereroe in costume noto come Superboy, il primo supereroe di Terra-1. Intorno allo stesso periodo del suo debutto pubblico, Superboy seppe delle sue origini kryptoniane, e numerose settimane dopo, diede al reporter Perry White l'esclusiva sulle sue origini aliene. Anche se le prime avventure di Superboy avvennero nelle vicinanze di Smallville, divenne famoso per le sue imprese in tutto il globo. Lo status di Superboy sia come eroe fisso di Smallville che eroe a livello internazionale fu riflesso in un segnale d'emergenza che stabilì con il Capo Parker della Polizia di Smallville e dal Presidente degli Stati Uniti. Dato che Superboy si avventurava spesso nello spazio interstellare, il suo supereroismo gli portò fama anche su altri mondi.
A Smallville, Superboy utilizzava dei tunnel della cantina della casa dei Kent e del magazzino del negozio, che divennero delle uscite quando Superboy era richiesto. Superboy aveva anche un laboratorio segreto nella cantina della casa dei Kent, dove costruì dei robot Clark Kent e Superboy perché gli dessero copertura quando fosse stato impegnato o da qualche parte fuori Smallville o altrimenti irreperibile.
Le buone maniere del personaggio di Clark gli fornì qualche amico da ragazzo, e lo resero anche soggetto alle attenzioni dei bulli come Bash Bashford. Per anni, la migliore amica di Clark rimase la sua vicina di casa con i capelli rossi, Lana Lang. Nonostante la loro amicizia, Lana è anche una spina nel fianco di Clark a causa del suo continuo sospetto che Clark sia in realtà Superboy. Attraverso l'utilizzo intelligente dei suoi poteri e ai suoi duplicati robotici (in entrambe le sue identità), Clark è sempre in grado di evitare le trappole che Lana piazza per lui al fine di scoprire la verità. A causa di ciò le buffonate di Lana infastidiscono Clark, e come adolescente, Lana diventa l'interesse romantico di Superboy, e rimase così fino agli anni della scuola superiore.
Come Superboy, Kal-El è il primo supereroe della Terra. Nonostante le comparse occasionali di eroi come Aquaboy e dell'eroe giapponese Sunburst, Superboy è l'unico supereroe che detiene un profilo pubblico noto finché non divenne Superman. Lo status solitario di Superboy venne in qualche modo ridotto quando si riunì a Krypto, il cane di Kal-El su Kryton. Krypto si unì a Superboy nelle sue avventure successive come suo partner canino, ed ebbe anche delle avventure individuali. Attraverso la scoperta della Zona Fantasma, Superboy scoprì poi di non essere l'unico sopravvissuto di Krypton.

### Superboy si unisce alla Legione
Anche se Superboy incontrò alcuni coetanei super potenti sulla Terra, divenne anche amico di alcuni esseri super potenti che vivevano su altri mondi. Almeno finché Cosmic Boy, Saturn Girl e Lightning Lad non giunsero nel passato per reclutarlo nella Legione dei Supereroi del XXX secolo, dove Superboy trovò un gruppo di amici super potenti con cui poter interagire regolarmente. La carriera di Superboy, infatti, fu l'ispirazione della formazione della Legione. Nel corso dei suoi anni da adolescente, Superboy viaggiò nel futuro per unirsi alla Legione e combattere al suo fianco contro le minacce verso la Terra e ai Pianeti Uniti, di cui la Terra faceva parte. Superboy divenne un membro fondamentale della Legione durante le due piene adesioni a unità ristrette, inclusi due termini come vice leader. Con la Legione, Superboy si incontrò regolarmente con sua cugina Kara, Supergirl, ma grazie alla ipnotismo telepatico di Saturn Girl, Superboy non si ricordò mai di Kara, o di altre informazioni relative alla sua futura carriera come Superman o al futuro della sua famiglia o dei suoi amici, quando ritornò alla sua epoca nel XX secolo.
Uno dei giovani che si unì alla Legione fu Lar Gand, un adolescente che Superboy conosceva come Mon-El, quando questi si schiantò sulla Terra nell'epoca di Superboy. Il giovane, che aveva dei poteri identici a quelli di Superboy, inizialmente soffriva di amnesia, e siccome portava con sé un messaggio da parte di Jor-El, Superboy lo credette suo fratello maggiore e lo soprannominò Mon-El. Quando Mon-El venne esposto al piombo, la sua memoria fece ritorno. Rivelò di essere un Daxamita di nome Lar Gand, e che per i Daxamiti, il piombo era più letale della kryptonite. Per salvargli la vita, Superboy lo inserì nella Zona Fantasma, dove Mon-El rimase in attesa per un millennio prima di venire liberato dalla Legione. Nella Legione, i due ragazzi rimasero amici intimi. Il Superboy alternativo, proveniente dall'universo in miniatura sarebbe morto tra le braccia di Mon-El.

### Superboy incontra Lex Luthor
Poco dopo la sua adesione alla Legione, la vita di Superboy fu minacciata quando una meteora di kryptonite verde cadde sulla Terra, ma la sua vita venne salvata da un ragazzo di campagna di Smallville di nome Lex Luthor, che si dà il caso fosse un genio della scienza. I due ragazzi divennero subito amici, e Superboy creò per lui un laboratorio super attrezzato per permettergli di eseguire i suoi esperimenti. Lex utilizzò questo laboratorio per trovare una cura alla debolezza di Superboy verso la kryptonite. Non appena Lex trovò la cura, un incendio irruppe nel laboratorio. Quando Superboy lo spense, l'antidoto venne distrutto, insieme alle forme di vita protoplasmatiche create da Lex, e quest'ultimo perse i capelli. Lex incolpò Superboy dell'accaduto, accusando il Ragazzo d'Acciaio di gelosia verso la sua genialità. Lex giurò a quel punto che avrebbe dimostrato al mondo di essergli superiore, e ci provò inserendo delle migliorie scientifiche da applicare alla qualità della vita degli abitanti di Smallville; tuttavia, ogni invenzione creata da Lex finiva per avere un ritorno di fiamma, il che richiedeva l'intervento di Superboy. Questa serie diede inizio al voto della vita di Lex alla distruzione di Superboy. Nell'anno seguente, Lex divenne l'arci nemico di Superboy (e poi, naturalmente, di Superman). Superboy presto acquisì un piccolo gruppo di nemici ricorrenti, Lex incluso.
Intorno al periodo in cui Mon-El giunse sulla Terra, un ragazzo di nome Pete Ross si trasferì a Smallville. Divenne subito amico di Clark Kent, e i due rimasero amici. Una notte, durante un campeggio, Pete vide accidentalmente Clark cambiarsi in Superboy. Giurando di mantenere il segreto, Pete lo utilizzò per aiutare Superboy e in numerose occasioni, per salvargli la vita. Poco dopo essere diventati adulti, Pete rivelò a Clark che lui sapeva chi fosse. Per il resto del loro periodo a scuola, Pete e Lana rimasero i migliori amici di Clark, ma condivisero anche molte avventure con Superboy sia nel XX secolo che con la Legione nel 30º.

### Superboy diventa Superman
Poco dopo aver preso il diploma, Superboy portò i suoi genitori adottivi in vacanza nei Caraibi dove contrassero una malattia tropicale. Anche se Superboy tentò valorosamente di salvare la vita di Jonathan e di Martha, nulla poté curare la loro malattia. Con Clark al suo fianco, Martha se ne andò. Poco prima di morire, Jonathan fece promettere a Clark di utilizzare i suoi poteri solo per il bene. In lutto, Clark seppellì i suoi genitori. Poco dopo, Superboy lasciò Smallville, anche se non prima di aver dato una mega festa di addio con tutti i concittadini che terminò con una mega torta. Separatamente, Clark si trasferì a Metropolis per frequentare la Metropolis University.
A Metropolis, Clark fece amicizia con i ragazzi con cui condivideva la stanza, Tommy Lee, Dave Hammond e l'alcolizzato Ducky Ginsberg. Superboy presto si rivelò come nuovo guardiano di Metropolis, mettendo fine al quesito nazionale che domandava quale città Superboy avrebbe nominato casa sua. Per i primi due anni alla Metropolis University, Lana fu una delle sue compagne di classe, prima che lei si trasferisse alla Hudson University.
Nei primi anni, Superboy si sentì in colpa per non aver potuto impedire un incidente automobilistico che vide protagonista il suo compagno di stanza Ducky Ginsberg, causato dalla sua guida in stato di ebbrezza. Ducky rimase paralizzato per tutta la vita e quindi dovette rimanere su una sedia a rotelle. Il suo posto nel dormitorio fu preso da Billy Kramer, un ragazzo di Smallville di cui Clark divenne amico e decise di confidargli il suo segreto. Come Superman avrebbe poi fatto con Jimmy Olsen, Superboy diede a Billy un fischietto super sonico che egli avrebbe utilizzato per chiamarlo quando si fosse trovato in pericolo. Mentre divenne amico di Billy, Clark cominciò una relazione romantica con una ragazza su una sedia a rotelle di nome Lori Lemaris. La relazione arrivò fino al punto in cui Clark le chiese di sposarlo, ma Lori gli rivelò di aver scoperto la sua identità telepaticamente. Sfortunatamente, lei dovette declinare l'offerta, poiché era una sirena proveniente da Atlantide.
Intrappolato in un edificio in fiamme mentre tentava di salvare una vita, Billy utilizzò il suo fischietto super sonico per chiamare Superboy, occupato nel salvataggio di un migliaio di persone in un'isola del pacifico da uno tsunami, e incapace quindi di arrivare a lui in tempo. Arrabbiato per la sua inabilità di salvataggio dei suoi genitori e dei suoi amici, Superboy si impose l'esilio finché, tre mesi dopo, Perry White, utilizzando il fischietto di Billy, lo richiamò in azione per sconfiggere Lex Luthor. Dopo aver battuto Luthor, Clark fece pace con le sue limitazioni e ritornò a Metropolis per il suo anno finale al college. Ora ventunenne, Kal-El cominciò a farsi chiamare Superman, tredici anni dopo il suo debutto come Superboy.

## Poteri e abilità
Superboy possiede le stesse abilità e gli stessi poteri di Superman, compresa la superforza, la vista calorifica, la vista a raggi x, la vista micro- e telescopica, volo, invulnerabilità e super velocità sufficiente per i viaggi sia interstellari che temporali. Kal-El non costruì la sua Fortezza della Solitudine finché non divenne Superman, così abitò nella casa dei Kent a Smallville e ne fece la sua base. Il laboratorio segreto di Superboy, nella cantina della casa dei Kent, è il luogo in cui immagazzinò numerosi dispositivi kryptoniani creati da suo padre Jor-El, incluso il proiettore della Zona Fantasma. Anche se non sono potenti quanto lui, i duplicati robotici di Superboy possiedono i suoi stessi poteri, permettendogli di sostituirlo quando necessario. I robot Clark Kent, eseguono le stesse funzioni per la seconda identità di Kal-El.
Superboy indossa l'anello di volo della Legione per dimostrare la sua appartenenza alla Legione dei Supereroi, e per le sue funzioni comunicative (gli permette, ad esempio, di comunicare con gli altri Legionari nel vuoto dello spazio).

## Controversie
Il personaggio è stato soggetto a battaglie legale tra la Warner Bros., proprietaria della DC Comics, e gli eredi di Jerry Siegel i quali affermarono che il personaggio del "Superboy" originale pubblicato dalla DC Comics è una creazione indipendente che utilizzò l'idea originale rigettata di Siegel e che fu creato senza il suo consenso. Il 4 aprile 2006, il giudice federale Ronald S. W. Lew decretò che gli eredi di Siegel potevano revocare il copyright sul personaggio di Superboy ed ebbero lo stesso risultato anche riguardo al nome il 17 novembre dello stesso anno.
Nell'aprile 2013, il giudice federale Otis Wright ha stabilito che DC Comics (e quindi la Time Warner) erano proprietari dei diritti del personaggio. Tuttavia, gli eredi Siegel hanno dichiarato che avrebbero continuato gli appelli. Inoltre, reintrodurre un giovane Clark Kent come "Superboy" richiederebbe l'eliminazione o la modifica principale da parte di DC al personaggio di Conner Kent Superboy, così come le principali revisioni delle attuali storie di "Superman" canoniche, che non lo fanno esibirsi in prodezze eroiche in pubblico fino a quando non è completamente adulto.

## Altri media
Superboy fu trasportato nelle trasmissioni televisive numerose volte, più in particolare nella serie televisiva Superboy (1988-1992), circa i giorni di Clark al college.
Furono incorporati anche molti elementi delle storie di Superboy nella serie televisiva Smallville (2001-2011), includendo personaggi come Lana Lang e Pete Ross; la storia riprende anche di come Clark Kent e Lex Luthor divennero acerrimi nemici; i modi in cui Clark incontrò numerosi dei suoi futuri amici e avversari mentre è ancora un adolescente; e la stessa città di Smallville.